# 維德馬油雙鬚鯰
維德馬油雙鬚鯰，為輻鰭魚綱鯰形目二鬚鯰科的其中一種，為亞熱帶淡水魚，分布於南美洲阿根廷黑河及其支流流域，體長可達32.4公分，棲息在底層水域，生活習性不明。